# Herbert Huntington-Whiteley
Herbert James Huntington-Whiteley, 1er baronnet (8 décembre 1857   - 22 janvier 1936) est un homme politique conservateur britannique. 

## Infobox Biographie
Il est né sous le nom de Herbert James Whiteley et est le fils cadet de George Whiteley de Blackburn, Lancashire. Son frère aîné, George, est un éminent conservateur, plus tard homme politique libéral, et est ensuite créé baron Marchamley. Herbert, cependant, reste un conservateur en politique. Il devient membre du conseil municipal de Blackburn et, en 1892, il est maire de l'arrondissement. 
En 1895, il épouse Florence Kate Huntington, fille aînée de William Balle Huntington de Darwen, Lancashire. Ils ont deux fils. 
En 1895, il est élu député d'Ashton-under-Lyne et occupe le siège pendant onze ans jusqu'à sa défaite aux Élections générales britanniques de 1906. 
Whiteley déménage à Thorngrove, près de Worcester, et en 1913 est le shérif du comté. En 1916, il revient aux Communes lors de l'élection partielle de Droitwich. 
En mars 1918, Whiteley obtient une licence royale lui permettant d'ajouter le nom de famille et les armoiries de son défunt beau-père aux siens. Le même mois, il est créé baronnet, "de Grimley dans le comté de Worcester". La circonscription de Droitwich ayant été supprimée par le redécoupage de 1918, Huntington Whiteley prend sa retraite du Parlement. 
Il est décédé à son domicile de Worcestershire en janvier 1936, à l'âge de 78 ans. 
Il est l'arrière-arrière-grand-père du mannequin Rosie Huntington-Whiteley. Son petit-fils, Herbert Oliver ("Peter") Huntington-Whiteley, est capitaine de la célèbre 30 unité d'assaut d'Ian Fleming pendant la Seconde Guerre mondiale . 